# Alexandre-Jean-Constantin Norblin
Jan Norblin ou Alexandre-Jean-Constantin Norblin né en janvier 1777 à Varsovie et mort le 23 mars 1828 dans la même ville, est un sculpteur et un fondeur polonais, lauréat du Prix de Rome de sculpture en 1800.

## Biographie
Alexandre Jean Constantin Norblin de la Gourdaine est le fils aîné du peintre Jean-Pierre Norblin, établi en Pologne à partir de 1774, et de Maria Tokarska, sa première épouse. 
Venue en France, il est admis à l’Académie royale de peinture et de sculpture, où il est l’élève de Jean-Baptiste Stouf ; en 1800, il remporte le second grand prix de Rome de sculpture, qu’il partage avec Friedrich Tieck, le jury ayant décidé, cette année-là, de ne pas attribuer de premier prix. 
Alors que les autres enfants de Jean-Pierre Norblin (Louis Norblin et Sébastien Norblin) s’établissent à Paris, il revient en 1819 vers sa terre natale (où il est appelé Jan), à l’invitation du gouvernement du royaume de Pologne ; il s’établit à Varsovie où il va créer une entreprise familiale de fabrication de bronzes décoratifs.
En 1820, il crée, près de l’église du monastère du Saint-Esprit, un premier atelier et, en l’absence de professionnels dans le royaume de Pologne, fait venir de France Jean Trouvé, Claude Grégoire et ses deux fils, Jean-Baptiste et Émile. En 1822, Émile Grégoire devient son associé et l'entreprise déménage dans des bâtiments à proximité la tour de l'église Sainte-Anne ; la production de la société est orientée vers les chandeliers, les horloges, les vases, et les articles de table et de cuisine ; cependant la notoriété de Jan est due plutôt à son activité artistique. Marié à Marianne Bilhot (1787-1863), Jan a six enfants.
Il décède subitement le 23 mars 1828 et est enterré au cimetière de Powązki à Varsovie. L’entreprise familiale a continué à prospérer avec son petit-fils Ludwik Wincenty Norblin (1836-1914) jusqu’à constituer une des plus importantes usines de Pologne avant d’être nationalisée en 1948 et de cesser sa production en 1982.

## Œuvres

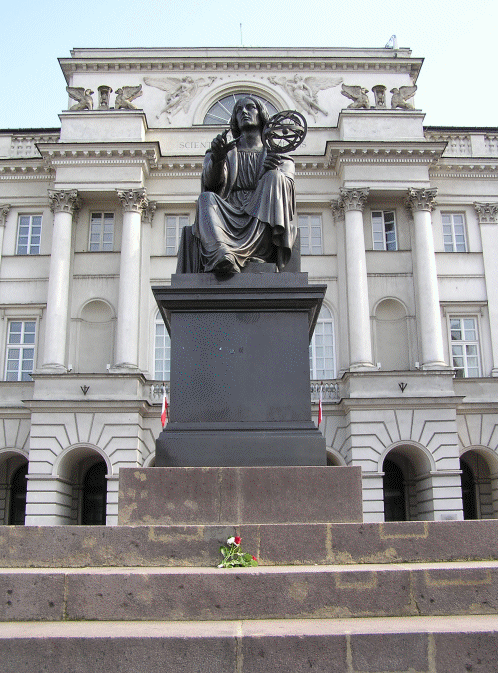
Monument en l'honneur de Nicolas Copernic à Varsovie.

- Bas-relief du palais Mostowski : les trois bas-reliefs de la façade de ce palais baroque, reconstruit en 1823 et devenu le siège de la Commission des affaires intérieures puis de la direction de la Police de la ville de Varsovie, sont de Norblin ;

- Église Saint-Alexandre : construite entre 1818 et 1825 à l’imitation du panthéon romain, Plac Trzech Krzyży' (place des Trois Croix) à Varsovie. C’est Jan Norblin qui réalisa plusieurs objets de culte (chandeliers, ornements de l’autel, couvercle des fonts baptismaux) ainsi que le ciborium décoré de l’Apparition des Anges ;

- Buste d’Adam Kazimierz Czartoryski : daté de 1824, buste en bronze destiné à l’université de Varsovie (aujourd’hui au musée de Saint-Pétersbourg) ;

- Décorations des sarcophages des ducs de Pologne, Ladislas Ier Herman et Boleslas III  dans la cathédrale de Płock

- Nicolas Copernic : devant le palais Staszic à Varsovie ; en 1828, l'Association des Amis des Sciences confie à Jan Norblin la réalisation d’une statue en bronze de Copernic d’après le projet du sculpteur danois Bertel Thorvaldsen ; à la suite du décès de Norblin, c’est Émile Grégoire qui finalisa le projet ; le monument a été détruit pendant l’occupation allemande mais il a pu être reconstitué à l’identique, en 1945, grâce au moulage original conservé au Danemark.